# كانييلس
بلدية كانيليس (بالكاتالانية: Canyelles) هي إحدى بلديات مقاطعة برشلونة، والتي تقع في منطقة كاتالونيا، شرق إسبانيا.
يبلغ عدد سكانها 3.783 نسمة وفقاً لإحصائية سنة (2007).